# Miasto kotów
Miasto kotów (węg. Macskafogó) – węgierski film animowany z 1986 roku. Za reżyserię odpowiadał Béla Ternovszky.

## Obsada (głosy)
- László Sinkó jako Nick Grabowski

## Wersja polska
W Polsce film został wydany na kasetach VHS. Dystrybucja ArtVision. Lektorem był Tomasz Knapik.
28 października 2015 kino Forum w Białymstoku zapraszało na film w ramach Międzynarodowego Dnia Animacji.